# Белобокая крапивниковая муравьеловка
Белобокая крапивниковая муравьеловка (лат. Myrmotherula axillaris) — вид птиц из семейства типичных муравьеловковых. Выделяют пять подвидов.

## Описание
Белобокая крапивниковая муравьеловка достигает длины в среднем 10,7 см и массы 8,1 г. У самцов верх тёмно-серого цвета, а низ чёрный, поверх крыльев расставлены белые пятна. Бока и нижняя часть крыльев белые.
Птица питается мелкими насекомыми и разными членистоногими.
Когда чирикает издаёт звук quip-quip.

## Подвиды и распространение
Выделяют пять подвидов:
- M. a. albigula Lawrence, 1865 — юго-восток Гондураса, восток Никарагуа, восток Коста-Рики, восток Панамы, запад Колумбии, запад Эквадора
- M. a. melaena (Sclater, PL, 1857) — cеверо-западная Амазония
- M. a. heterozyga Zimmer, 1932 — восток Перу, запад Бразилии
- M. a. axillaris (Vieillot, 1817) — Венесуэла, Гайана, Французская Гвиана, Суринам, Тринидад, восточная Амазония, северо-восток Боливии
- M. a. fresnayana (d'Orbigny, 1835) — юго-восток Перу, северо-запад Боливии